# خوان ماكيدا
خوان ماكيدا (بالإسبانية: Juan José Maqueda)‏ (23 يناير 1969 في إسبانيا - ) هو مدرب كرة قدم ولاعب كرة قدم إسباني في مركز الوسط. لعب مع راسينغ فيرول وريال مدريد ولوغرونيس ونادي ألباسيتي ونادي بانيونيوس ونادي فالنسيا ونادي فوينلابرادا وأتلاتيكو إيرابواتو.

## وصلات خارجية
- خوان ماكيدا على موقع قاعدة بيانات كرة القدم.إي يو (الإنجليزية)
- خوان ماكيدا على موقع Soccerway.com (الإنجليزية)
- خوان ماكيدا على موقع عالم كرة القدم.نت (الإنجليزية)